# 森部昌広
森部 昌広（もりべ まさひろ、1964年9月12日 - ）は福岡県出身の教員、経営者。2008年から九州共立大学総合研究所副所長。1996年に株式会社オールを設立しジム経営などをする。同社代表取締役社長。全日本コンディショニングコーチ協会理事長。

## 来歴・人物
法政大学経済学部卒業後、福岡県立三潴高等学校に社会科教諭として着任、社会科（地理)担当。陸上競技部、バレーボール部の顧問を担当、学生時代より係わるフィジカルトレーニングを活かして選手をインターハイ・国体に導く。
その後、教職を辞し、開業準備を進めていた株式会社ホテル日航福岡でフィットネス部門に関わり「ニッコーフィットネスクラブ」の基盤を作った後、有限会社タハラ（田原形成クリニック）に移り、メディカルフィットネスクラブ『Dr.Belle（ドクターベル）』を立ち上げてマネジャーに就任、ここで5年間務める。
株式会社GET　専務取締役（株式会社オールより社名変更）を設立し、初代代表取締役社長に就任）を設立し、本格的なコンディショニングトレーナーの道へ進む。
九州共立大学経済学部経済・経営学科スポーツビジネスコース　特別客員准教授・主任として、「アサヒ緑健カップ第10回TVQシニアオープンゴルフ（久山CC）」など、スポーツイベントで実践活動を通じて学生たちを指導している。
一般社団法人全日本コンディショニングコーチ協会（NCCA）代表理事として、「トータルコンディショニング」を普及させる活動に尽力している。
プロフェッショナル・コンディショニングコーチとして、髙橋秀聡投手（元福岡ソフトバンクホークス、オリックスブルーウェーブ投手）をはじめ、プロスポーツ選手やオリンピック日本代表選手などのトップアスリートらのトータルコンディショニングを指導している>。
『森部塾』塾長として、筋力トレーニング（筋トレ）を日々の運動習慣に取り入れることを中心とした活動を推進している。また、「天使の美脚塾〜 The Best Exercises for All Ladies 〜DVD＆マニュアル」も手掛け、「ピッチング・スピードアップ・プログラムDVD＆マニュアル」の監修を行う>。

## 著書
- 共著「現代人のエクササイズとからだ」（1988年、ナカニシヤ出版）
- 単著「学校スポーツ　ケガをさせずに強くする」（2003年、毎日新聞社）
- 単著「奇跡のフルーツダイエット」（2003年、コスモトゥーワン）

## テレビ・ラジオなど出演歴
- コミュニティラジオ天神（コミてん）「福岡★街かど森部塾」（毎週日曜18:00〜18:55）
- KBCラジオ「PAO〜N」の「健康森部塾」（2011年11月〜現在、月1回生出演）
- 徳永玲子の「お昼ドキッ！」の「健康森部塾」（2015年4月〜現在）
- NHK福岡「情報ワイド福岡いちばん星　ふれあい1分健康塾」（2005年4月〜2007年3月）
- CROSS FMB2B RADIO「スポコミ森部に聞け！」（2007年10月〜2008年3月）
- 東京MXテレビ『アンナの美・Viスタッ』（2013年1月14日）
- CROSS FM PRESIDENTS「福岡マネーボールアワード企画」（2011年10〜11月）
- KBC「ドォ〜モ」の企画「柴原洋　の140km/h超えに挑戦！」をサポート
- KBC「アサデス」「とっても健康らんど」
- RKB「今日感テレビ」「探検九州」
- TNC「ももち浜ストア」
- TVQ「プレヌーン福岡」
- KBCラジオ「ほねぶと」内の「ほねぶとトレーニング」